# 8220 Nanyou
8220 Nanyou eller 1996 JD1 är en asteroid i huvudbältet som upptäcktes den 13 maj 1996 av den japanske amatörastronomen Tomimaru Okuni vid Nanyō-observatoriet. Den är uppkallad efter den japanska staden Nanyou.
Asteroiden har en diameter på ungefär 3 kilometer.